# 西田二郎
西田 二郎（にしだ じろう、1965年（昭和40年）9月28日 - ）は、日本のテレビプロデューサー、テレビディレクター、アーティスト。元読売テレビ放送社員。音楽活動名義は「Nj」、日本クラウン所属。

## 経歴
大阪府寝屋川市出身。大阪市立大学経済学部卒業後、1989年に読売テレビに入社。
同局のディレクターとして『EXテレビ』『ダウンタウンDX』など読売テレビの人気お笑い番組を多数手がける。
その後、吉本興業と合弁で設立したテレビ番組制作会社ワイズビジョンに出向し、広島テレビ制作の（後に日本テレビ制作に変更）『松紳（旧：松本紳助）』やテレビ朝日制作の『わらいのじかん』、またフジテレビ制作の『ダウンタウンのごっつええ感じ』のスペシャル版など、読売テレビ以外の番組も数多く手がけた。読売テレビに戻ってからは編成局、東京制作センター等のチーフプロデューサーとして活動する。
インターネットラジオでパーソナリティーを務めたり、関西ローカル番組『西田二郎の無添加ですよ!』では進行を担当するなど、番組に出演することもある。
2013年、書籍『テレビ番組をつくる人』に掲載される。
2014年からはテレビを取り巻く時代の変化と向き合い、『水曜どうでしょう』のチーフディレクター藤村忠寿と「未来のテレビを考える会」を発足し、今後のテレビ業界を担う次世代の教育や地方ローカル局への支援などにも力を入れている。
2015年1月1日付で営業局営業企画開発部長に就任したため、同月末制作現場を離れた。同年、書籍『就活でどうしても会いたいテレビ人24人へのOB・OG訪本』に掲載される。
2016年7月1日付でコンテンツ戦略局兼DX推進局専任部長に就任。
2019年、マキタスポーツと共著『バカともつき合って』を出版。20万部を突破した西野亮廣と堀江貴文の共著『バカとつき合うな』のアンサー本。
Njとして音楽活動も行っており、ライブイベント「Nj Carnival」を開催している。約5年ほどブランクがあったが、2024年7月26日、東京・南青山MANDALAで行われた公演では、85歳の国際的ジャズボーカリストMasumi Ormandyと『はじめてのおつかい』の挿入歌も担当しているアーティストのKengo.をゲストに迎え、ジャンルや世代にとらわれない自由なパフォーマンスを披露した。
2025年3月31日付で35年間在職した読売テレビを退職し、5月1日付でIT企業「エビリー」顧問に就任した。
2025年4月1日 静岡新聞社・静岡放送のチーフコンテンツイノベーションオフィサーに就任。

## 人物
A型。ダラっとすることと散歩が好きで、スケジュール通りに行動することが苦手とのこと。

## 現在の担当番組
スタッフ
- 越境放送バリ（企画）

テレビ出演
- たまたま - テレ玉制作（埼玉ローカル。北海道テレビディレクターの藤村忠寿と共演）

ラジオ出演
- Nj on the Radio!（土曜24:00-24:30 FM OH! Nj(西田二郎)名義）

### 過去

#### 読売テレビ時代
レギュラー番組
- ダウンタウンDX（演出・チーフプロデューサー）
- 松紳（演出）
- 浜ちゃんと!（チーフプロデューサー）
- 浜ちゃんが!（チーフプロデューサー）
- MusiG（プロデューサー）
- 音リコ!（プロデューサー）
- 木曜日の丼
  - メンタルヌード（プロデューサー）
  - マルバレ!（プロデューサー）
  - マルチなアイツ（プロデューサー）
  - 芸能人口コミの店 えぇ処（プロデューサー）
  - グッピー!!（プロデューサー、演出）
- 音笑!ミックスジュース
  - WWW（プロデューサー）
  - MMM（プロデューサー）
- よしもと丼（チーフプロデューサー）
- モクビバ!
  - 音笑!MMM
- 西田二郎の無添加ですよ!
- 音の素（チーフプロデューサー）
- ザ・狩人（チーフプロデューサー）
- ワケあり!レッドゾーン（チーフプロデューサー）
- ガリゲル（企画・(総合)演出・チーフプロデューサー→企画）

スペシャル番組
- くりぃむ世界(秘)特ダネ仰天そのウソ・ホント 〜トゥルーマン・ショー〜（プロデューサー）
- 芸能界1000人大調査!プライベート完全データ化スペシャル（チーフプロデューサー）
- 芸能界!1万人のイメージVS身内の真実（チーフプロデューサー）
- クイズ!お笑い知ってる王（チーフプロデューサー）
- 浜田が志村とリアクション芸ダメ出しSP（チーフプロデューサー）
- 体感!奇跡のリアルタイム（チーフプロデューサー）

#### ワイズビジョン時代
- ダウンタウンのものごっつええ感じスペシャル（ディレクター）
- わらいのじかん（演出）
- うっひゃ〜!!はなさかロンドンブーツ（演出）
- ハマラジャ（演出）

## 書籍
- 『バカともつき合って』（マキタスポーツと共著、主婦の友社、2019年3月20日）　ISBN 978-4074373307